# Teun Berserik
Teun Berserik (Den Haag, 9 januari 1955) is een Nederlands striptekenaar en illustrator. Berserik is een autodidact. Hij werkte in een garagebedrijf en specialiseerde zich in antieke automobielen. Uiteindelijk koos hij voor het illustratievak. Berserik heeft veel illustratiewerk gedaan voor schoolboeken, uitgegeven door Wolters-Noordhoff.
Berserik tekende samen met Peter van Dongen het Blake & Mortimer-verhaal "De Vallei van de Onsterfelijken", dat in november 2018 in albumvorm is verschenen. Daarmee zijn Berserik en Van Dongen de eerste Nederlandse tekenaars van deze stripreeks.

## Privé
Berserik is de zoon van schilder Hermanus Berserik.

### Blake & Mortimer (ism Peter van Dongen)
- De Vallei der Onsterfelijken, Deel 1: Dreiging op Hong Kong (2018), scenario Yves Sente en tekeningen i.s.m. Peter van Dongen, Uitgeverij Blake & Mortimer[1]
- De Vallei der Onsterfelijken, Deel 2: De duizendste arm van de Mekong (2019), scenario Yves Sente en tekeningen i.s.m. Peter van Dongen, Uitgeverij Blake & Mortimer
- De laatste Zwaardvis (2021), scenario Jean Van Hamme en tekeningen i.s.m. Peter van Dongen, Uitgeverij Blake & Mortimer